# Peter Kildemand
Peter Kildemand (ur. 1 września 1989 w Odense) – duński żużlowiec.

## Życiorys
Brązowy medalista młodzieżowych indywidualnych mistrzostw Danii (2008). Dwukrotny medalista drużynowych mistrzostw świata juniorów: złoty (Rye House 2010) oraz srebrny (Holsted 2008). Finalista indywidualnych mistrzostw Europy juniorów (Stralsund 2008 – XVI miejsce). Brązowy medalista mistrzostw Europy par (Równe 2012). Uczestnik (jako zawodnik z "dziką kartą") turnieju o Grand Prix Danii 2012 (XVII miejsce).

## Przynależność klubowa
Dania
- Fjelsted (2007–)

Polska
- Kolejarz Opole (2007–2008)
- Polonia Piła (2009)
- Orzeł Łódź (2012–2013)
- Włókniarz Częstochowa (2014)
- Stal Rzeszów (2015)
- Unia Leszno (2016–2017)
- Unia Tarnów (2018)
- Stal Gorzów Wielkopolski (2019)
- GKŻ Wybrzeże Gdańsk (2020)
- GTM Start Gniezno (2021–2022)
- Stal Rzeszów (2023–)

Wielka Brytania
- Workington Comets (2010–2011)
- Swindon Robins (2012–2014)
- Coventry Bees (2012–2015)
- Poole Pirates (2018)
- King's Lynn Stars (2022–)

Szwecja
- Vargarna Norrköping (2012–2014)
- Lejonen Gislaved (2015)
- Piraterna Motala (2016)
- Västervik Speedway (2017–2019)
- Piraterna Motala (2020-2021)
- Eskilstuna Smederna (2022)

## Starty w Grand Prix (indywidualnych mistrzostwach świata na żużlu)

### Zwycięstwa w poszczególnych zawodachGrand Prix
| Nr | Dzień       | Rok  | Nazwa               | Miejscowość | Tor                       | Długość toru |
| -- | ----------- | ---- | ------------------- | ----------- | ------------------------- | ------------ |
| 1. | 8 sierpnia  | 2015 | Grand Prix Danii    | Horsens     | CASA Arena (sztuczny tor) | 272m         |
| 2. | 30 kwietnia | 2016 | Grand Prix Słowenii | Krško       | Stadion Matije Gubca      | 388m         |

### Miejsca na podium
| Nr | Dzień       | Rok  | Nazwa                        | Miejscowość | Tor                               | Miejsce | Punkty | Biegi           | Zwycięzca              |
| -- | ----------- | ---- | ---------------------------- | ----------- | --------------------------------- | ------- | ------ | --------------- | ---------------------- |
| 1. | 13 września | 2014 | Grand Prix Nordyckie         | Vojens      | Vojens Speedway Center            | 2.      | 18     | (3,3,3,1,3,3,2) | Andreas Jonsson        |
| 2. | 4 lipca     | 2015 | Grand Prix Wielkiej Brytanii | Cardiff     | Millennium Stadium (sztuczny tor) | 3.      | 12     | (2,3,2,1,1,2,1) | Niels Kristian Iversen |
| 3. | 8 sierpnia  | 2015 | Grand Prix Danii             | Horsens     | CASA Arena (sztuczny tor)         | 1.      | 14     | (3,0,w,3,2,3,3) | —                      |
| 4. | 12 września | 2015 | Grand Prix Słowenii          | Krško       | Stadion Matije Gubca              | 3.      | 13     | (2,3,2,3,0,2,1) | Greg Hancock           |
| 5. | 30 kwietnia | 2016 | Grand Prix Słowenii          | Krško       | Stadion Matije Gubca              | 1.      | 15     | (1,3,3,1,1,3,3) | —                      |

### Punkty w poszczególnych zawodachGrand Prix
| Sezon 2012                   |                        |                        |                                |                                |                                 |                                 |                                 |                                 |                          |                          |                          |         |         |         |         |         |         |         |         |         |         |        |        |        |        |        |        |        |        |        |        |        |
| GP Nowej Zelandii – Auckland | GP Europy – Leszno     | GP Czech – Praga       | GP Szwecji – Göteborg          | GP Danii – Kopenhaga           | GP Polski – Gorzów Wielkopolski | GP Chorwacji – Gorican          | GP Włoch – Terenzano            | GP Wielkiej Brytanii – Cardiff  | GP Skandynawii – Målilla | GP Nordyckie – Vojens    | GP Polski – Toruń        | miejsce | miejsce | miejsce | miejsce | miejsce | miejsce | miejsce | miejsce | miejsce | miejsce | punkty | punkty | punkty | punkty | punkty | punkty | punkty | punkty | punkty | punkty |        |
| –                            | –                      | –                      | –                              | 2                              | –                               | –                               | –                               | –                               | –                        | –                        | –                        | 28      | 28      | 28      | 28      | 28      | 28      | 28      | 28      | 28      | 28      | 2      | 2      | 2      | 2      | 2      | 2      | 2      | 2      | 2      | 2      |        |
| Sezon 2013                   |                        |                        |                                |                                |                                 |                                 |                                 |                                 |                          |                          |                          |         |         |         |         |         |         |         |         |         |         |        |        |        |        |        |        |        |        |        |        |        |
| GP Nowej Zelandii – Auckland | GP Europy – Bydgoszcz  | GP Szwecji – Göteborg  | GP Czech – Praga               | GP Wielkiej Brytanii – Cardiff | GP Polski – Gorzów Wielkopolski | GP Danii – Kopenhaga            | GP Włoch – Terenzano            | GP Łotwy – Dyneburg             | GP Słowenii – Krško      | GP Skandynawii – Solna   | GP Polski – Toruń        | miejsce | miejsce | miejsce | miejsce | miejsce | miejsce | miejsce | miejsce | miejsce | miejsce | punkty | punkty | punkty | punkty | punkty | punkty | punkty | punkty | punkty | punkty |        |
| –                            | –                      | –                      | –                              | –                              | –                               | 2                               | –                               | –                               | –                        | –                        | –                        | 28      | 28      | 28      | 28      | 28      | 28      | 28      | 28      | 28      | 28      | 2      | 2      | 2      | 2      | 2      | 2      | 2      | 2      | 2      | 2      |        |
| Sezon 2014                   |                        |                        |                                |                                |                                 |                                 |                                 |                                 |                          |                          |                          |         |         |         |         |         |         |         |         |         |         |        |        |        |        |        |        |        |        |        |        |        |
| GP Nowej Zelandii – Auckland | GP Europy – Bydgoszcz  | GP Finlandii – Tampere | GP Czech – Praga               | GP Szwecji – Målilla           | GP Danii – Kopenhaga            | GP Wielkiej Brytanii – Cardiff  | GP Łotwy – Dyneburg             | GP Polski – Gorzów Wielkopolski | GP Nordyckie – Vojens    | GP Skandynawii – Solna   | GP Polski – Toruń        | miejsce | miejsce | miejsce | miejsce | miejsce | miejsce | miejsce | miejsce | miejsce | miejsce | punkty | punkty | punkty | punkty | punkty | punkty | punkty | punkty | punkty | punkty |        |
| –                            | –                      | –                      | –                              | –                              | 15                              | –                               | –                               | –                               | 18                       | –                        | –                        | 17      | 17      | 17      | 17      | 17      | 17      | 17      | 17      | 17      | 17      | 33     | 33     | 33     | 33     | 33     | 33     | 33     | 33     | 33     | 33     |        |
| Sezon 2015                   |                        |                        |                                |                                |                                 |                                 |                                 |                                 |                          |                          |                          |         |         |         |         |         |         |         |         |         |         |        |        |        |        |        |        |        |        |        |        |        |
| GP Polski – Warszawa         | GP Finlandii – Tampere | GP Czech – Praga       | GP Wielkiej Brytanii – Cardiff | GP Łotwy – Dyneburg            | GP Szwecji – Målilla            | GP Danii – Horsens              | GP Polski – Gorzów Wielkopolski | GP Słowenii – Krško             | GP Sztokholmu – Solna    | GP Polski – Toruń        | GP Australii – Melbourne | miejsce | miejsce | miejsce | miejsce | miejsce | miejsce | miejsce | miejsce | miejsce | miejsce | punkty | punkty | punkty | punkty | punkty | punkty | punkty | punkty | punkty | punkty |        |
| –                            | –                      | –                      | 12                             | 8                              | 3                               | 14                              | 9                               | 13                              | 9                        | 11                       | 13                       | 9       | 9       | 9       | 9       | 9       | 9       | 9       | 9       | 9       | 9       | 92     | 92     | 92     | 92     | 92     | 92     | 92     | 92     | 92     | 92     |        |
| Sezon 2016                   |                        |                        |                                |                                |                                 |                                 |                                 |                                 |                          |                          |                          |         |         |         |         |         |         |         |         |         |         |        |        |        |        |        |        |        |        |        |        |        |
| GP Słowenii – Krško          | GP Polski – Warszawa   | GP Danii – Horsens     | GP Czech – Praga               | GP Wielkiej Brytanii – Cardiff | GP Szwecji – Målilla            | GP Polski – Gorzów Wielkopolski | GP Niemiec – Teterow            | GP Sztokholmu – Solna           | GP Polski – Toruń        | GP Australii – Melbourne | miejsce                  | miejsce | miejsce | miejsce | miejsce | miejsce | miejsce | miejsce | miejsce | miejsce | miejsce | punkty | punkty | punkty | punkty | punkty | punkty | punkty | punkty | punkty | punkty | punkty |
| 15                           | 6                      | 7                      | 6                              | 4                              | 9                               | 3                               | 6                               | 6                               | 2                        | 4                        | 12                       | 12      | 12      | 12      | 12      | 12      | 12      | 12      | 12      | 12      | 12      | 68     | 68     | 68     | 68     | 68     | 68     | 68     | 68     | 68     | 68     | 68     |
| Sezon 2017                   |                        |                        |                                |                                |                                 |                                 |                                 |                                 |                          |                          |                          |         |         |         |         |         |         |         |         |         |         |        |        |        |        |        |        |        |        |        |        |        |
| GP Słowenii – Krško          | GP Polski – Warszawa   | GP Łotwy – Dyneburg    | GP Czech – Praga               | GP Danii – Horsens             | GP Wielkiej Brytanii – Cardiff  | GP Szwecji – Målilla            | GP Polski – Gorzów Wielkopolski | GP Niemiec – Teterow            | GP Sztokholmu – Solna    | GP Polski – Toruń        | GP Australii – Melbourne | miejsce | miejsce | miejsce | miejsce | miejsce | miejsce | miejsce | miejsce | miejsce | miejsce | punkty | punkty | punkty | punkty | punkty | punkty | punkty | punkty | punkty | punkty |        |
| –                            | –                      | 1                      | 8                              | 3                              | 10                              | 4                               | –                               | 10                              | 10                       | 8                        | 6                        | 13      | 13      | 13      | 13      | 13      | 13      | 13      | 13      | 13      | 13      | 60     | 60     | 60     | 60     | 60     | 60     | 60     | 60     | 60     | 60     |        |

| Statystyki        | Statystyki |
| ----------------- | ---------- |
| Starty            | 33         |
| Zwycięstwa        | 2          |
| Miejsca na podium | 5          |
| Finalista         | 7          |
| Punkty            | 257        |